# Tommy Raynaud
‌
Pas d'image ? Cliquez ici

a Compétitions nationales et continentales officielles uniquement.

b Matchs officiels uniquement.
Dernière mise à jour le 5 décembre 2024.
Tommy Raynaud, né le 13 juin 1994 à Céret (Pyrénées-Orientales), est un joueur français de rugby à XV jouant au poste de pilier gauche au FC Grenoble depuis 2024.

## Biographie

### Carrière en club
Natif de Céret, Tommy Raynaud grandit dans l'Aude à Tuchan où il commence à jouer au rugby. À 13 ans, il rejoint le RC Narbonne où il fait toutes ses classes jusqu'à jouer son premier match en pro à 18 ans seulement, rare pour un pilier.
En 2016, il quitte le RC Narbonne pour rejoindre l'US Oyonnax, relégué en Pro D2. Après un début de saison compliqué, il parvient à jouer régulièrement avec l'équipe première du club. En mars 2017, il prolonge son contrat avec l'US Oyonnax jusqu'en 2020.
Tommy Raynaud est un pilier mobile et très actif en défense, il aime plaquer même s’il met rarement d’énormes tampons.
Durant la saison 2022-2023, Tommy Raynaud est le titulaire au poste de pilier gauche devant Antoine Abraham. Il joue 28 matchs dont 25 en tant que titulaire et marque quatre essais. Cette saison, Oyonnax termine à la première place de la phase régulière de Pro D2 et se qualifie jusqu'en finale où il affronte Grenoble. Pour ce match, il est titulaire avant d'être remplacé en seconde période par Abraham. Oyonnax s'impose 14 à 3, devient champion de Pro D2 et remonte en Top 14.
En 2024-2025, Tommy Raynaud signe au FC Grenoble pour quatre mois comme joker médical d'Eli Eglaine. En décembre 2024, il prolonge son contrat au FCG jusqu'en 2026.

### Carrière internationale
Tommy Raynaud a joué pour l'équipe de France des moins de 20 ans. Il dispute cinq matchs comme titulaire lors du Tournoi des Six Nations des moins de 20 ans 2014, participant ainsi au grand chelem de l'équipe de France, puis cinq matchs comme titulaire de la coupe du monde des moins de 20 ans 2014. Il inscrit un essai le 7 mars contre l'Écosse puis un second le 15 juin contre le pays de Galles.
En juillet 2016, il figure sur la Liste développement de 30 joueurs de moins de 23 ans à fort potentiel que les entraîneurs de l'équipe de France suivent pour la saison 2016-2017.

### Barbarians
En juin 2017, il est sélectionné pour jouer avec les Barbarians français qui affrontent l'équipe d'Afrique du Sud A les 16 et 23 juin en Afrique du Sud. Remplaçant lors des deux rencontres, il entre en cours de jeu. Les Baa-baas s'inclinent 36 à 28 à Durban puis 48 à 28 à Soweto.

## Palmarès

### En club
- Oyonnax rugby
  - Vainqueur du Championnat de France de 2e division en 2017 et 2023.
- FC Grenoble
  - Finaliste du Championnat de France de 2e division en 2025.

### En équipe nationale
- France -20
  - Vainqueur du Tournoi des Six Nations des moins de 20 ans en 2014 (Grand Chelem).